# 명량 해전
명량 해전(鳴梁海戰) 또는 명량 대첩(鳴梁大捷)은 1597년(선조 30) 음력 9월 16일(양력 10월 26일) 정유재란 당시 조선 수군이 이순신 장군의 지휘 아래 일본 수군의 대규모 함대를 상대로 승리를 거둔 전투이다. 조선은 삼도수군통제사였던 이순신이 모함으로 파직되고 원균이 지휘를 맡아 칠천량 해전에서 대패하면서 제해권을 상실한 상태였다. 이에 선조는 이순신을 다시 삼도수군통제사로 임명했으나, 계급을 낮춰 지휘 체계의 혼란이 발생하였다. 당시 조선 수군은 전선이 12척에 불과했으나, 이순신은 “아직도 전선 12척이 남아 있나이다”라는 결의로 수군 재건에 힘썼다.
명량 해전은 임진왜란 당시 조선 수군이 대규모 일본 함대를 상대로 거둔 승리로, 이후 전쟁의 향방에 중요한 영향을 미쳤다. 조선군은 울돌목의 급류를 이용하여 일본 함대의 이동을 제한하고, 조선 전함의 기동성을 활용하여 일본군에 효과적으로 대응할 수 있었다. 이를 통해 조선 수군은 일본군의 전열을 무너뜨리며 승리를 거둘 수 있었다.
명량 해전은 이후 조선 수군이 해상의 제해권을 다시 확보하는 계기가 되었으며, 일본군의 보급로를 차단하여 전쟁 중 조선과 명 연합군의 전략적 입지를 강화하는 역할을 했다. 이 전투는 조선 수군과 이순신의 전술적 우수성을 보여준 사례로 평가받으며, 임진왜란 중 조선의 중요한 해전으로 기록되고 있다.

## 배경

### 조선 수군의 재건
원균과 윤두수를 비롯한 일부 서인 세력의 모함을 받고 이순신이 삼도수군통제사(三道水軍統制使)에서 파직당한 뒤 원균은 새로운 삼도수군통제사가 되어 일본 수군과 접전을 벌였으나 칠천량 해전에서 대패하여 다수의 장병과 대부분의 전선을 잃고, 조선은 제해권을 상실하였다. 이에 선조는 다른 선택의 여지가 없자 이순신을 다시 복권하여 삼도수군통제사로 기용하였다.
선조는 이순신을 통제사로 복권시키는 대신 품계를 낮춰 조선 수군의 지휘 체계 혼란을 야기하였다.
이순신이 파직당할 당시 그의 계급은 대감급인 정헌대부 정2품이었다. 그러나 선조는 이순신을 삼도수군통제사로 복원하기는 하였으나 정3품의 계급을 부여했다.
당시 수년간의 전쟁으로 인해 이미 계급 비대칭이 극심했다. 수군 수사의 기준 품계인 정3품을 가진 장수들이 많았다.
계급이 같은데 보직만 다른 상황이 일어났고 이순신이 통제영을 장악했던 세월이 길었고 그의 영향력이 엄청났기에 그나마 군이 통제가 되었지만 각 장수들의 불만이 쏟아져 나오기 시작했다.
특히 이순신과 전라우수사 김억추는 상당한 충돌을 일으켰다. 명량 해전이 끝나자마자 교체되어 이순신이 전사한 이후에나 다시 전라우수사가 될 수 있었다.  난중일기에도 "만호"에나 어울릴 놈이라는 평가가 전해지고 있다.
또한 선조는 이순신의 휘하장수였던 충청수사 권준과 무의공 이순신을 수도방위를 이유로 전투참가를 불허하였다.
이처럼 조선 수군은 지휘 체계의 엉망으로 각종 잡음이 끊이지 않았으며 시작부터 불안한 출발을 하였다.
더욱이 조선 수군에게 남은 전선은 겨우 12척에 불과하였다. 이순신이 1597년 9월 28일(음력 8월 18일) 회령포에서 전선 10척을 거두었고, 그 후 2척이 더 회수됨으로써 12척이 남은 전선의 전부였던 것이다. 나중에 명량 해전을 앞두고 또 1척이 김억추나 송여종의 지원으로 추가되어 13척이 되었다.
칠천량의 패전의 손실이 커서 선조는 수군을 폐지하려고도 하였다. 그러자 이순신은 선조에게 다음과 같은 장계를 올려 수군폐지불가론을 펼쳤다.
| “ | 지금 신에게는 아직도 전선 12척이 남아 있나이다. 죽을 힘을 다하여 막아 싸운다면 능히 대적할 수 있사옵니다. 비록 전선의 수는 적지만 신이 죽지 않은 한 적은 감히 우리를 업신여기지 못할 것입니다. | ” |
|   | — 이순신 |   |

그 후, 이순신은 남해안 일대를 돌아다니며 흩어진 병사들을 모아 수군 재건에 전력을 다했다. 이순신은 음력 8월에 일본 전투선이 어란포(현재 해남군 어란리 근처)에 나타난 것을 격퇴한 후, 음력 9월에 일본 함대가 어란포에 들어온다는 보고를 받고 음력 9월 15일에 벽파진에서 해남의 우수영(右水營)으로 진을 옮겼다.

### 일본 수군의 기동
이 때, 어란포의 일본 수군은 구루시마 미치후사와 도도 다카토라, 와키사카 야스하루, 가토 요시아키, 구키 요시타카가 지휘하는 200척의 대함대를 보유하고 있었다. 일본 수군은 목포 쪽으로 흐르는 북서류를 타고 명량해협을 통과하여 전라도로 서진하여 일본 육군과 합류할 계획이었다. 명량해협은 진도와 화원 반도 사이에 있는 좁은 수로로 조류는 당시 조선의 수로 중에서 가장 빠른 곳이고 전세계에서도 5번째로 빠른 곳이다. 빠른 수로를 이용하여 잔존하는 조선 수군을 격파한 후 일본 육군과 합류하여 한양으로 진격하려는 것이었다.
일본 수군은 1592년의 전훈을 참조하여 내륙으로 깊숙이 진격하기 전에 반드시 서해의 해상권과 전라도를 장악하고자 하였다. 이순신이 복귀했다는 것은 알고 있었지만, 13척의 전선만으로는 무력하리라는 것이 일본 수군의 판단이었다. 이순신과 전투에서 이미 패배를 경험한 도도 다카토라도 예외는 아니었다. 칠천량 해전의 승리가 일본 수군의 사기를 드높여준 탓이었다. 일본 수군은 압도적인 전력으로 이순신의 수군을 격파할 것을 결의했다.
한편, 이순신도 일본 수군의 기동 보고를 받고 명량대첩 직전 날인 10월 24일(음력 9월 15일), 장병들에게 “병법에 이르기를 ‘반드시 죽고자 하면 살고 반드시 살고자 하면 죽는다(必死卽生 必生卽死)’고 하였고, 또 ‘한 사람이 길목을 지키면 천 명도 두렵게 할 수 있다(一夫當逕 足懼千夫)’고 했는데, 이는 오늘의 우리를 두고 이른 말이다. 너희 여러 장수들이 조금이라도 명령을 어기는 일이 있다면 즉시 군율을 적용하여 조금도 용서치 않을 것이다.”라고 거듭 말하며, 장병들과 죽기를 각오하고 싸울 것을 결의하였다.

### 울돌목에서의 접전
울돌목(명량해협)은 수심이 얕아서 배가 항해할 수 있는 범위는 좁고, 그 중에서도 밀물 때 넓은 남해의 바닷물이 좁은 울돌목으로 한꺼번에 밀려와서 서해로 빠져 나가면서 해안의 양쪽 바닷가와 급경사를 이뤄 물이 쏟아지듯 빠른 조류가 흘렀다. 울돌목 물살의 또 다른 특징은 수십 개의 크고 작은 암초가 솟아 있다는 점이다. 급조류로 흐르던 물살이 암초에 부딪혀 방향을 잡지 못하고 소용돌이치게 되는 것이다.
일본 수군 지휘부는 순류에 맞춰 울돌목을 단숨에 넘어가 고니시 육군을 지원하기로 하였다. 특히 구루시마 수군은 원래 해적 출신으로 이 같이 물살이 빠른 지역을 근거로 했던 바, 빠른 물살에 익숙한 이들은 명량해협에서 이순신이 막는다 하더라도 무리없이 전개할 수 있으리라 자신했다.

## 경과

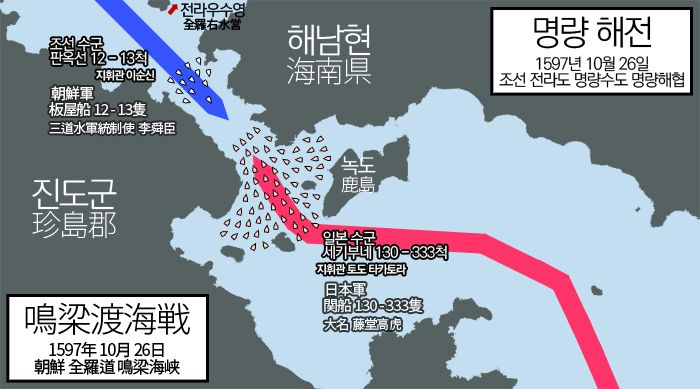
명량 해전의 전개도

충무공 이순신은 일본군이 조선군을 가볍게 보고 있다는 점을 이용하여 그들을 유인하고자 했다. 10월 16일(음력 9월 7일) 조선 수군은 벽파진 근처에서 일본 수군의 소함대를 격퇴했다. 일본 수군은 조선 수군이 13척뿐임을 알고, 해상의 적 이순신과 조선 수군을 완전히 제거하기로 결심했다.
벽파진에서 우수영으로 본진을 옮긴 이튿날인 10월 25일(음력 9월 16일) 새벽 3~4시 경 어란진에서 출병한 일본 수군 130여 척이 7~8시 경 순조(順潮)를 타고 울돌목으로 접근했다. 일본 수군 지휘부는 중형 군선인 관선(세키부네) 130여 척으로 진영을 짜고 10여척씩 대열을 맞추며 통과하고 있었다. 이때 조류는 동쪽에서 서쪽으로 즉, 일본 수군의 진격 방향이 조류의 흐름과 일치하는 순방향이었다.
충무공 이순신은 보고를 받고 즉시 닻을 올리고 울돌목으로 향했다. 이미 적선의 선봉대열이 통과하고 있는 시점이었다. 이순신 상선의 즉각적 포격으로 세키부네 3-4척이 격침되며 전투가 시작되자,  빽빽히 명량을 채운 적의 기세에 밀려 조선 수군은 겁을 먹고 뒤로 물러서기 시작했다. 그러나 이순신이 탑승한 기함은 계속 자리를 고수하며 부하들을 독려하며 약 40분가량을 버텼고, 적의 진격이 소강상태가 되자 초요기를 올려 뒤로 물러나있던 중군장 미조항 첨사 김응함과 거제현령 안위를 진격해 오도록 한 뒤, 그들을 매우 다그쳤다. 두 사람의 배가 적진으로 공격하기 시작하고 안위의 군선으로 일본 수군의 공격이 집중되었다. 격전의 와중에 이순신의 대포와 화공에 맞아 안위의 배를 둘러쌌던 적장선을 포함한 3척의 적선이 녹도만호 송여종과 평산포 대장 정응두의 포격으로 바다에 빠졌는데 이 광경을 보고있었던 이순신 기함에 탑승하고 있던 항왜 준사(俊沙)가 "저기 그림무늬 붉은 비단 옷을 입은 자가 바로 적장 마다시(馬多時,구루시마로 추정)다"라고 알렸다.
충무공 이순신은 물긷는 병사 김돌손을 시켜 즉시 마다시를 끌어올릴 것을 명했다. 갈고랑쇠에 낚여 배 위로 끌려 올라온 적장 구루시마 미치후사는 곧바로 토막내어졌으며 조선 수군의 사기는 급격히 올라갔다. 반면에, 전투 중에 지휘관이 적군에 의해 참수되고 토막난 것을 본 일본 수군의 사기는 떨어졌다.
일본군에게 또 하나의 악재로, 정오 즈음이 되자 점차 조류의 방향이 바뀌기 시작하였다. 이번에는 조류의 방향이 조선 수군에는 순조(順潮)가 되고 일본 수군에 역조(逆潮)가 되어, 일본 수군에게 대단히 불리한 상황이 조성되었다. 역류가 흐르는 상황에서 군선이 첨저선이었던 일본 수군은 배가 선회하려면 많은 공간이 필요했다. 그러나 좁은 해협에 많은 수의 전선을 끌고왔던 일본 수군에게 급한 역류가 흐르는 상황에서 배를 운신하며 전열을 정비한다는 것은 매우 어려웠다.
이에 1킬로미터가량 떨어져있던 전라우수사 김억추의 배까지 합세하여 10여 척의 전선이 모두 모인 조선 수군은 당파를 거듭했고, 일본 수군은 조류의 역조(逆潮)와 조선 수군의 당파로 인해 전혀 반격할 수 없었으며, 또한 군선이 많은 것이 오히려 독이 되어 군선끼리 서로 부딪히기 시작하였다. 이때 이미 충무공 이순신에 의해서 설치된 철사를 엮어 만든 약 300kg가량의 철선에 의해 부수적으로 더 많은 일본 군선이 파손되어 침몰하였다. 이 부분도 몇몇 잘못된 근거로 아둔한 몇몇 사학자들이 불가능하다고 하여 허구라고 하나 바닷물의 부력, 철선 자체의 무게를 감안해서 이뤄졌던 실험에 의하여 충분히 가능했고 진실에 근거한 것이라는 점이 명확하게 들어났다. 고로 철사를 엮어 만든 철선으로 거의 일본 수군의 함선을 파괴했다는 설이 오히려 더 근거가 타당하다.
이러한 혼란 속에서 군감 모리 다카마사는 바다에 빠졌다가 구조되었고 도도 다카토라는 부상을 당했다.
군감이 바다에 빠졌다가 구조되고, 총 사령관이 부상을 당한 것으로부터, 일본 본대도 큰 피해를 입었던 것으로 보인다.
결국 330여 척의 대함대를 10여 척으로 추격하는 형세 되었고 일본 수군은 유시(酉時 오후 5시~7시) 무렵, 물살이 느려지고 바람이 일본 수군쪽으로 부는 것을 이용, 일본측 잔존 함대는 철수 하였다.

## 결과
유시(酉時, 오후5시 ~ 7시)무렵, 전투는 끝났다.
실제 전투에 참여한 일본 수군의 전선 330여 척 중 30여 척(31~33)이 초전에 격침되었고, 조선군의 전선은 단 하나도 격침되지 않았다. 다만, 순천감목관 김탁과 이순신의 종 계생이 전사하였고, 안위의 전함의 격군 일고여덟명이 물에 빠져 죽은 것을 통해 조선군 전사자 수를 대충 유추해볼 수 있다. 또한 추가적으로 철선과 해류에 휩사여 침몰하거나 거의 대파한 함선이 격침 함선을 포함하여 320여 척이었다.
이 전투는 조선이 정유재란을 승리로 이끄는 결정적 전투가 되었다.
당시 일본 수군이 남해안 대부분의 재해권을 장악하였고 일본 육군은 1597년 9월 25일(음력 8월 15일), 9월 29일(음력 8월 19일) 남원 전투, 전주성에서 조명 연합군을 대파하고 남원과 전주를 함락시킨 일본 육군은 전라도 점령 이후 충청도 직산까지 진격하여 명나라군과 대치중인 상황이었다.
일본 육군과 수군은 수륙 병진을 통한 한양 공격을 목전에 두고 있었으나, 명량해전으로 인해 일본군의 수륙병진작전이 모조리 무산되었으며, 일본군은 남해안 일대에 분산되어 왜성을 쌓고 농성전에 들어가게 된다. 이후 정유재란은 농성하는 일본군을 조명연합군이 수륙 양면에서 협공하는 공성전으로 바뀌게 된다.

## 승리의 요인
주요 승리 요인으로는 울돌목의 지형과 시간에 따른 조류의 변화를 이용한 지장 충무공 이순신의 뛰어난 전략, 전술과 잘 훈련된 병사들이 있었다. 또한, 판옥선을 앞세우고 그 뒤에는 백성들이 피난하고자 타던 배를 열지어 늘어놓아 더 많은 배가 있는 것처럼 위장전술을 폈다.

전투의 전개 과정은 아직 학계에서 연구 중에 있으며 조선 수군의 전술적 우위는 아래와 같다.

### 당파전술과 함포전술
조선 수군에게 함포전은 백병전 중심의 일본 수군을 상대로 효과적이라 할 수 있으며, 다양한 종류와 구경의 화포를 사용하였다. 오늘날 다연장포에 비교할 수 있는 신기전, 박격포에 해당할 비격진천뢰, 대형 로켓 병기라 할 만한 대장군전 등의 신무기를 사용하였다. 일본 수군 역시 함포를 사용하였으나 조선 수군에 비해 사용이 서툴렀으며 일본 수군의 함포 적재량이 조선 수군에 비해 열세였다. 조선 수군은 백병전에 불리하므로 함포전으로 일본 전선의 근접을 저지했으며 또한 조선 수군은 함포전 뿐만 아니라 판옥선이 적선보다 견고한 점을 활용하여 일본의 전선과 충돌하여 부서뜨리는 당파전술(충각전술)도 구사했다.

### 판옥선과 왜선의 비교
일본 수군의 전선은 뱃머리가 뾰족한 첨저선으로 아타케부네(安宅船) 등이 있다. 길고 좁은 각재 하나만을 바닥에 깔고 그것을 뼈대로 외판을 붙여나가는(V자형 바닥) 첨저선과 달리, 조선 수군의 판옥선은 배 밑이 평평한 평저선이다. 판옥선은 바닥이 평평하고 뱃머리가 뭉툭하며, 크기는 일본 수군의 가장 큰 배인 아타케부네보다 조금 크다. 평저선은 첨저선 보다 배가 물에 잠기는 지점인 흘수선이 낮으며, 물에 깊게 잠기지 않으므로 전선을 회전시키는 선회기동에서 물 속의 저항을 덜 받는다. 하지만 평평한 바닥이 물 표면에 닿는 면적은 넓어서 배의 직진 능력에는 좋지 않은 영향을 준다. 암초가 많고 조수간만의 차이가 심한 우리나라 바다에서 사용이 적합했는데, 갑작스레 썰물이 되어도 판옥선이 뒤집힐 위험이 없었다.
또한 물과 닿는 면적이 넓어 화포를 발사할 때의 반동 흡수가 용이하다. 판옥선에서 사용한 나무못은 물을 먹으면서 팽창하여 결합부위를 견고하게 했으며, 판자로는 소나무를 사용했다. 소나무 판자는 일본 수군의 삼나무나 전나무 판자 보다 단단하다. 일본 수군의 전선은 쇠못을 사용했는데, 쇠못은 바닷물에 녹이 슬어 전선의 결합부위가 약해지는 결과를 가져왔다. 판옥선의 판옥 구조는 높이가 높아서 화포의 사거리를 늘리고, 노꾼과 사부를 튼튼한 판옥으로 보호하여 전투에 안정적으로 임하도록 한다. 또한 내부가 넓어 노 한 자루당 4~6명의 노꾼이 커다란 노를 저었으며 작은 노를 젓는 일본 수군보다 효율적이다. 판옥선의 돛은 역풍에도 사용할 수 있는 세로돛을 사용했으며 일본 수군은 역풍에 무용지물인 가로돛을 사용했다. 일본 수군의 전선은 순풍이 불어올 경우에 판옥선보다 조금 빨랐을 것으로 보인다.

## 특징
명량해전은 조선 역사상 최고 최대의 조선 수군 승리 해전이다.

### 철쇄 사용
충무공 이순신이 철쇄(철사를 엮은 철 줄)를 전투에 사용했다.
수중 철쇄(철사를 엮은 철 줄)는 지금 진도대교가 있는 폭이 가장 좁은 자리에 걸었다. 양쪽에 막개를 박아놓고 쇠줄은 물 속에 잠기게 숨겨놓은 뒤 일본 수군을 기다리는 것이다. 1597년 10월 25일(음력 9월 16일) 오전 11시경, 어란진에서 출발한 333척의 일본 수군은 우수영으로 흐르는 밀물을 타고 빠른 속도로 울돌목에 들어선다. 그들이 울돌목에 들어서자 수중 철쇄에 걸려 차곡차곡 쌓이며 서로 부딪혀 여지없어 부서진다. 오후 1시경 밀물이 끝나고 물길이 멈춘다. 일본 수군은 좁은 수로에 갇혀 오도가지 못한 채 혼란에 빠져 있을 때 이순신 장군의 전선들이 전진하며 각종 화포를 빗발처럼 퍼붓는다. 다시 썰물이 되는 순간, 정지했던 물길이 거꾸로 바뀌어 왜수군 쪽으로 흐른다. 유리하던 조류마저 불리하게 변하자 조선 수군이 떠내려가는 일본 수군을 완전히 섬멸한다.

이 쇠사슬은 당시 전라우수사 김억추가 자신의 행적을 직접 기록한 《현무공실기》에 “철쇄(鐵鎖) 즉 쇠사슬과 철구(鐵鉤)로 적선을 깨뜨렸다.”란 기록에서 유래한 것이다. 실제로 20세기 초 일본의 연구 문헌에 의해서도 '명량해전에서 10여척만 도망했는데 실제로 당시 조선해군의 함포에 의해서 침몰한 함선보다 해류와 철쇄(철사를 엮은 철 줄)에 의해 파괴된 함선이 더 많았음이 확실하다'라고 하고 있다.
 우선 우수영 앞바다는 조류의 흐름과 무관하며 바다는 호수같이 잔잔하다. 때문에 조류의 방향이 바뀌어도 왜군들은 물러가지 않고 조선 함대가 궤멸될 때까지 계속 공격해 올 것이다. 마다시의 죽음과 관계없이 도도 다카도라, 구키 요시다카, 와키자카 야스하루 등의 선단들도 총력 공세를 폈을 것인바, 왜군들은 칠천량에서 조선 함대를 전멸시켰듯이 13척의 이순신 함대를 전멸시켰을 것이다. 그러나 이순신은 진도대교 아래에서 마다시를 죽였고 마다시 선단을 대신해서 공격을 시도코자 했던 도도 다카도라 등 뒤따르고 있던 왜선단은 패전한 마다시의 선단이 불이 붙은 채 아비규환의 상황에서 떠내려 오고 있었지만 당시의 전선과 전선간의 통신 속도나 정보 교환의 속도로 보아서 이를 모르고 더욱 눈에 보이는 13척을 공격하려고 달려 들었을 것이고 그 위에 역류가 된 물살은 더욱 급류로 변해 갔기에 철쇄가 깔린 해류에 당해 거의 전멸에 가까운 피해를 입었을 것이다.

### 명량 해전에 참전했던 일본 병력에 대한 논란
《난중일기》에서 정유일기 1권을 보면 적선 133척으로, 정유일기 2을 보면 적선 130여척으로 나온다. 이《난중일기》를 엮은 간행관은 적선을 330척으로 표기했으나 이는 난중일기를 잘못 판독한 것이다. 유득공의 《이충무전서》에서는 333척으로 나왔다.
한편 《난중잡록》에서는 병선 수백척으로, 《이충무공전서》와 《연려실기술》은 5~6백척 이라고한다.
실제 일본기록상 전라도를 공격했던 좌군 소속 일본수군의 총병력은 도도 다카토라(2,800명), 가토 요시아키(2,400명), 와키사카 야스하루(1,200명), 구루지마 미치후사(600명), 간 미치나가(200명), 간양록에 언급되는 하치스카 이에마사, 나카가와 히데나리 등이 전라도 지역에서 함선을 움직였다는 기록을 볼때 육군 소속의 병력들도 움직인 것으로 보인다.

## 기타

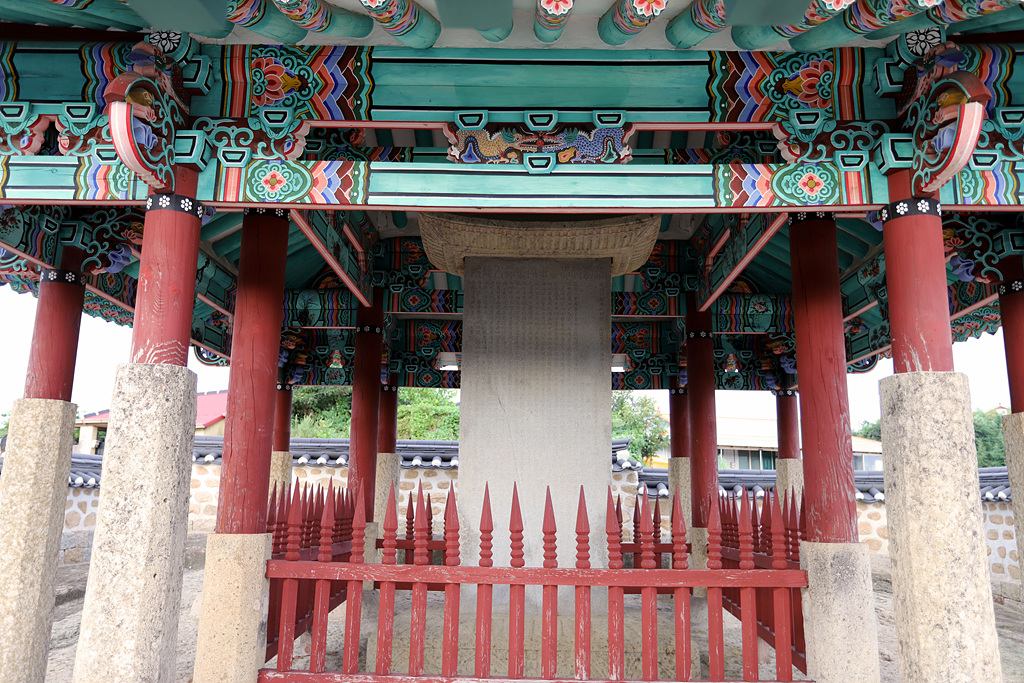
전라남도 해남군에 위치한 명량대첩비

### 마다시와 구루지마 미치후사
《난중일기》에는 마다시(馬多時)로 기록되어 있으나 본명은 구루시마 미치후사(來島通總)로, 일본의 해적 가문 출신이다. 당포 해전에서 이순신의 함대와 맞서 싸우다 전사한 구루시마 미치유키(來島通之)의 동생으로 알려져 있다.

### 오익창의 사호집
2012년 9월, 이순신의 부하였던 오익창의 사호집이 발굴되었다. 자료에는 "이순신 장군을 힘을 모아 돕는다면 살 것이요, 죽더라도 나라에 충성했다는 명분은 남을 것이다." 등에 피난길에 나선 사대부들을 설득해 식량과 옷을 조달하게 한 것도 승리의 밑바탕이 되었다고 하며, "사대부들의 솜이불 백여 채를 걷어다가 물에 담가 적신 뒤 12척의 배에 걸었더니, 왜군의 조총 탄환이 그것을 뚫지 못했다"고 적고 있다. 난중일기, 사호집을 완역한 노승석 여해고전연구소장은 "다른 부하들의 문집보다 사호공의 문집이 더 구체적이고 상세해서 12척의 배를 가지고 어떻게 싸웠는가를 알 수 있는 자료"라고 평가했다.

### 명량대첩기념비
전남 해남군 문내면 동외리에 명량대첩기념비가 있다. 1688년(숙종 14년)에 세워졌으나 일제 강점기시 피해를 입어 경복궁 근정전 회랑에 옮겨졌던 것을 1945년 해방 이후 우수영 유지들에 의해 원래 세워졌던 장소로 회수됐다. 보물 제503호로 지정되어 있다.

## 같이 보기
- 명량해협
- 임진왜란
- 이순신
- 판옥선
- 명량 (영화) - 2014년 하반기 개봉작

## 참고 자료
- 연려실기술
- 백사집
- 이 문서에는 다음커뮤니케이션(현 카카오)에서 GFDL 또는 CC-SA 라이선스로 배포한 글로벌 세계대백과사전의 "임진왜란" 항목을 기초로 작성된 글이 포함되어 있습니다.